# Bikenow
Bikenow — українська система громадського прокату велосипедів та електросамокатів, дочірній проект німецької компанії Nextbike, що оперує більш ніж в 150 містах світу. Сервіс доступний через мобільний додаток на платформах Android та iOS.

## Історія
Серпень 2018 — в Києві відбувся тестовий запуск безстанційного прокату велосипедів Nextbike, для паркування велосипедів не використовуються металеві стовпчики та спеціальні термінали.
Червень 2020 — керівництво компанії nextbike.kyiv приймає рішення змінити ім'я, додаток та бренд велосипедів. Таким чином бренд Nextbike йде з Києва, але продовжує роботу в інших регіонах України — наприклад у Львові, Харкові, Вінниці, Одесі.
Травень 2021 — компанія запускає прокат електросамокатів у Києві та виходить з системою прокату велосипедів на львівський ринок.

## Принцип роботи
Перед поїздкою необхідно завантажити додаток, зареєструватися, додати банківську карту і розблокувати велосипед/електросамокат, відсканувавши розміщений на ньому QR-код. Транспортний засіб можна забронювати заздалегідь.
Щоб завершити поїздку досить сфотографувати припаркований в безпечному місці транспортний засіб за допомогою мобільного додатку.
Здати транспортний засіб після прокату можна не скрізь. У додатку сервісу відзначені зони, в яких його залишати не можна — за це доведеться сплатити штраф.
Якщо вам потрібно, наприклад, зайти в магазин, є режим паузи. Він доступний у будь-якій зоні. Для переведення транспортного засобу в режим «Пауза» треба натиснути відповідну кнопку в додатку (та замкнути замок, якщо це велосипед). Оренда триватиме, а кошти «набігатимуть» згідно з обраним тарифом.

## Критика
Користувачі часто скаржаться на стан велосипедів і збої в роботі додатку. Станом на початок червня 2021 року додаток сервісу мав рейтинг 2.9 з 5.0 в Google Play та 2.0 з 5.0 в App Store.